# Horacio Mendizábal (poeta)
Horacio Mendizábal (Buenos Aires, 1847 – Buenos Aires, 1871) fue un poeta, traductor, periodista y activista argentino.
Tradujo desde el italiano y el francés y también escribió, además de en  español, en esos dos idiomas.

## Vida
Horacio Mendizábal nació en Buenos Aires el seno de una familia afroporteña de clase alta. Era hijo de Rosendo Mendizábal, miembro de la Cámara de Diputados de la Provincia de Buenos Aires y uno de los primeros políticos negros de Argentina. Horacio publicó su primer volumen de poesía en la adolescencia y luego se fue involucrando cada vez más con temas como la equidad racial y la independencia.
Su hermano Ernesto también fue periodista y poeta.
Su hijo fue el pianista y compositor Anselmo Rosendo Cayetano Mendizábal, uno de los pioneros del tango.

## Obra literaria
- Primeros Versos, 1865. Escrita a los 18 años. Publicada en Buenos Aires.[3][4]
- Horas de meditación, 1869. Publicada originalmente en la ciudad de La Plata.[3]
- Himnos sagrados, 1870. Dedicada a Domingo Faustino Sarmiento.[3]

## Fragmento
(...) Aislado estoy en medio de los hombres,
Aislado en una viva sociedad,
De la que veo los brillantes nombres.
Sus títulos, grandezas y renombres,
Y tambien su miseria y su maldad. (...)
Horacio Mendizábal, Mi canto

## Fallecimiento
En 1871 Horacio Mendizábal integró una comisión vecinal que asistía a los enfermos durante la epidemia de fiebre amarilla que azotaba Buenos Aires ese año. Según Ángel Estrada, Mendizábal fue designado secretario de la Junta Popular presidida por el doctor Roque Pérez y de la cual formaban parte Héctor Florencio Varela y el Dr. Juan Argerich. Murió víctima del contagio de los enfermos a los que asistía. Tenía 24 años.
El también afroargentino Jorge Miguel Ford, en su libro Beneméritos de mi estirpe, de 1899, describe así el fallecimiento de Horacio Mendizábal:

Joven filántropo, cuando el flagelo de 1871 desbordaba sus raudales de muerte en Buenos Aires, no pudo contener los impulsos de su corazón jeneroso i corrió a ofrecer sus servicios a las víctimas, ocupando el puesto de secretario en la junta popular presidida por el doctor Roque Pérez, que en compañía del distinguido orador, Héctor Florencio Varela, el doctor Argerich i otros, se multiplicaban por mitigar los dolores i aislar la epidemia: pero el secretario de la Junta, el poeta joven, el jeremías de su estirpe, no era inmuñe al virus como lo era a la maldad, i el jérmen febrisciente calcinó su cabeza benemérita i su espíritu altivo, i la muerte, le arrasó a los 24 años, dejando su memoria en el corazón de los que se entusiasman a los reflejos de la estrella intelectual, i de los vastagos del árbol africano, de quién fueron prónubos los avanentos, los que la esclavitud i la ignorancia de aquellos era el oásis de su bienestar.

## En la actualidad
En 2019, la editorial argentina Amauta&Yaguar republicó su trabajo Horas de meditación por los 150 años de su publicación original. Incluye un prólogo de Federico Pita, presidente de Diafar (Diáspora Africana en Argentina), Espacio Malcolm y editor del diario El Afroargentino.